# Thinophilus constrictus
Thinophilus constrictus är en tvåvingeart som beskrevs av Octave Parent 1932. Thinophilus constrictus ingår i släktet Thinophilus och familjen styltflugor. Inga underarter finns listade i Catalogue of Life.